# Резолюция Генеральной Ассамблеи ООН A/RES/ES-10/19
Резолюция A/RES/ES-10/19 Генеральной Ассамблеи Организации Объединённых Наций — резолюция, в которой говорится, что «любые меры и действия, направленные на изменение характера, статуса или демографического состава Священного города Иерусалима, не имеют юридической силы». Принята на 37-м пленарном заседании 10-й чрезвычайной сессии во время 72-й сессии Генеральной Ассамблеи ООН 21 декабря 2017 года. Подготовлена Йеменом и Турцией в ответ на признание Соединёнными Штатами Иерусалима столицей Израиля. Несмотря на жёсткую позицию США, принята 128 голосами против 9 (21 страна не голосовала, 35 — воздержались). При этом про США в тексте напрямую речь не идёт.

## Предыстория

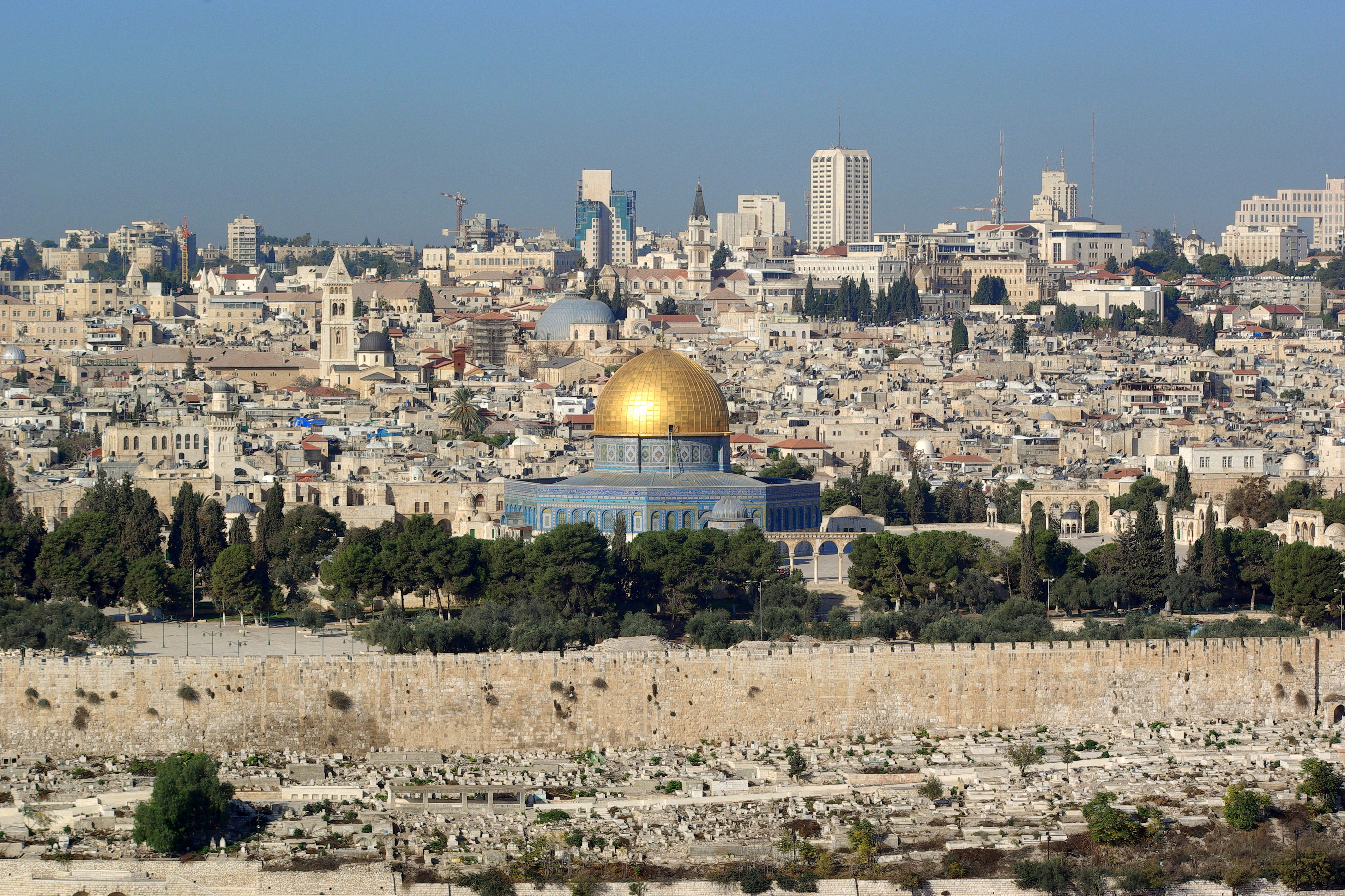
Иерусалим. Храмовая гора, Купол Скалы, вдали видны сиреневые купола Храма Гроба Господня

Статус Восточного Иерусалима, и в особенности — его святых мест, остаётся ключевой и весьма противоречивой темой в израильско-палестинском конфликте и предметом горячих дискуссий. В результате Арабо-израильской войны (1947—1949) Иерусалим был разделён между Израилем (западная часть города) и Трансиорданией (восточная часть). 13 декабря 1948 года парламент Трансиордании принял закон об аннексии оккупированной ею территории Палестины, включающей восточный Иерусалим.
5 декабря 1949 года Израиль объявил Иерусалим своей столицей; в Иерусалиме с 1949 года находятся Кнессет (израильский парламент) и почти все государственные и правительственные учреждения Израиля. В 1948—1967 годах этот статус распространялся только на западную часть города. В апреле 1950 года Трансиордания также объявила Иерусалим своей второй столицей.
В результате победы в Шестидневной войне 1967 года Израиль аннексировал Восточный Иерусалим, таким образом получив контроль над всей территорией города. ООН не признаёт израильского суверенитета над городом. Совет Безопасности в своей резолюции 242 (1967) от 22 ноября 1967 года призвал Израиль вывести свои войска с территорий, оккупированных в ходе войны. 22 июля 1980 года Конференция руководителей неприсоединившихся стран в своём решении заявила, что «Город Иерусалим является неотъемлемой частью оккупированной Палестины. Он должен быть полностью покинут и безоговорочно передан под арабский суверенитет». Незамедлительно последовала реакция Израиля: 30 июля 1980 года подавляющим большинством Кнессета был принят Закон об Иерусалиме.
Согласно резолюции 51/27 Генеральной Ассамблеи ООН от 4 декабря 1996 года, «решение Израиля навязать Священному городу Иерусалиму свои законы, юрисдикцию и администрацию является незаконным и, следовательно, недействительным и не имеет никакой юридической силы». Десятая специальная чрезвычайная сессия Генеральной Ассамблеи ООН, проходившая в 2004 году, подтвердила, что «все меры, принятые Израилем, оккупирующей державой, которые изменили или имели своей целью изменить характер, правовой статус и демографический состав Иерусалима, по-прежнему не имеют никакой юридической силы». Резолюция Генеральной Ассамблеи ООН 58/292 подтвердила, что палестинский народ имеет право на суверенитет над Восточным Иерусалимом.
Как Израиль, так и Палестинская автономия официально считают Иерусалим своей столицей, не признавая такого права за другой стороной.
Признание Иерусалима израильской столицей — одно из предвыборных обещаний Дональда Трампа. Ещё в 1995 году Конгресс США принял решение о переводе американского посольства в Иерусалим, но каждый президент подписывал документ об отсрочке этого решения на 6 месяцев.
Одно из возможных объяснений принятия такого неоднозначного решения, встреченного негативно во всём мире — давление консервативных избирателей на Трампа. 6 декабря 2017 года Трамп заявил, что признаёт Иерусалим столицей Израиля и поручил Госдепартаменту начать процесс перевода посольства из Тель-Авива в Иерусалим, но вместе с тем также отсрочил данное решение на 6 месяцев. Это заявление было отходом от предыдущих резолюций Совета Безопасности и международных норм, согласно которым ни одно государство не признаёт Иерусалим как столицу и не имеет там посольства.
18 декабря 2017 года в Совете Безопасности ООН состоялось голосование по проекту резолюции, предложенному Египтом от имени «арабской группы». Документ признавал не имеющими законной силы все решения и действия, направленные на изменение облика, статуса и демографического состава Иерусалима, призывал все государства воздерживаться от открытия в этом городе дипломатических представительств в соответствии с требованием резолюции Совбеза 478 (1980). США применили право вето, а все остальные члены Совбеза проголосовали «за». После этого посол Палестины Эр-Рияд Мансур заявил, что Генеральная Ассамблея проголосует за проект резолюции, призывающий отозвать декларацию Трампа.
20 декабря Трамп прямо пригрозил сократить американскую помощь странам, голосовавшим против американской позиции. «Они берут сотни миллионов долларов и даже миллиарды долларов, а после этого голосуют против нас. Что ж, мы будем следить за этим голосованием», — заявил президент США. Постпред США при ООН Никки Хейли разослала письма дипломатам 180 стран с предупреждением о том, что США будут внимательно следить за тем, кто как проголосует по поводу резолюции по Иерусалиму. Хейли подчеркнула, что Соединённые Штаты являются крупнейшим донором ООН, поэтому имеют «законное ожидание» признания своей доброжелательности. Ханан Ашрави, член Исполнительного комитета ООП, осудила предупреждение Трампа странам, получающим помощь от США: «Трамп должен знать, что есть вещи, которые не продаются, особенно принципиальные вопросы, законность и мораль».
За 2017 год Генеральная Ассамблея ООН одобрила 21 резолюцию о мирном урегулировании на Святой земле — и ни одна из них не отражала точку зрения США.

## Резолюция
В тексте резолюции говорится:
"Генеральная Ассамблея
Принимая во внимание конкретный статус Священного города Иерусалим и, в частности, необходимость защиты и сохранения уникальных духовных, религиозных и культурных аспектов города, как это предусмотрено в соответствующих резолюциях Организации Объединённых Наций;
Подчёркивая, что Иерусалим является вопросом окончательного статуса, который должен быть разрешён путём переговоров в соответствии с соответствующими резолюциями Организации Объединённых Наций;
Выражая в этой связи свое глубокое сожаление по поводу недавних решений, касающихся статуса Иерусалима;
Подтверждает, что любые решения и действия, которые должны были измениться, характер, статус или демографический состав Священного города Иерусалим не имеют юридической силы, являются недействительными и должны быть отменены в соответствии с соответствующими резолюциями Совета Безопасности и в этой связи призывает все государства воздерживаться от создания дипломатических миссий в Святом городе Иерусалим в соответствии с резолюцией 478 (1980) Совета Безопасности;
Требует, чтобы все государства соблюдали резолюции Совета Безопасности в отношении Священного города Иерусалим и не признавали никаких действий или мер, противоречащих этим резолюциям;
Вновь заявляет о своём призыве к устранению негативных тенденций на местах, которые ставят под угрозу решение двух государств, а также для активизации и ускорения международных и региональных усилий и поддержки, направленных на безотлагательное достижение всеобъемлющего, справедливого и прочного мира в Ближний Восток на основе соответствующих резолюций Организации Объединённых Наций, Мадридского мандата, включая принцип «земля в обмен на мир», Арабскую мирную инициативу и «дорожную карту» «четвёрки» и прекращение израильской оккупации, которая началась в 1967 году;
Любые меры и действия, направленные на изменение характера, статуса или демографического состава священного города Иерусалима, не имеют юридической силы, являются недействительными и должны быть отменены".

Оригинальный текст на английском языке:
Reaffirming its relevant resolutions, including resolution A/RES/72/15 of 30 November 2017 on Jerusalem.
Reaffirming the relevant resolutions of the Security Council, including resolutions 242 (1967), 252 (1968), 267 (1969), 298 (1971), 338 (1973), 446 (1979), 465 (1980), 476 (1980), 478 (1980), and 2334 (2016),
Guided by the purpose and principles of the Charter of the United Nations, and reaffirming inter alia, the inadmissibility of the acquisition of territory by force,
Bearing in mind the specific status of the Holy City of Jerusalem and, in particular, the need for the protection and preservation of the unique spiritual, religious and cultural dimensions of the City, as foreseen in the relevant United Nations resolutions,
Stressing that Jerusalem is a final status issue to be resolved through negotiations in line with relevant United Nations resolutions,
Expressing in this regard its deep regret at recent decisions concerning the status of Jerusalem,
Affirms that any decisions and actions which purport to have altered, the character, status or demographic composition of the Holy City of Jerusalem have no legal effect, are null and void and must be rescinded in compliance with relevant resolutions of the Security Council, and in this regard, calls upon all States to refrain from the establishment of diplomatic missions in the Holy City of Jerusalem, pursuant to resolution 478 (1980) of the Security Council;
Demands that all States comply with Security Council resolutions regarding the Holy City of Jerusalem, and not to recognize any actions or measures contrary to those resolutions;
Reiterates its call for the reversal of the negative trends on the ground that are imperiling the two-State solution and for the intensification and acceleration of international and regional efforts and support aimed at achieving, without delay, a comprehensive, just and lasting peace in the Middle East on the basis of the relevant United Nations resolutions, the Madrid terms of reference, including the principle of land for peace, the Arab Peace Initiative and the Quartet Roadmap and an end to the Israeli occupation that began in 1967;
Decides to adjourn the tenth emergency special session temporarily and to authorize the President of the General Assembly at its most recent session to resume its meeting upon request from Member States.
— https://www.timesofisrael.com/full-text-of-un-resolution-rejecting-jerusalem-recognition/
Текст резолюции практически идентичен тому проекту, который 18 декабря был заблокирован Соединёнными Штатами в Совете Безопасности ООН.

## Голосование

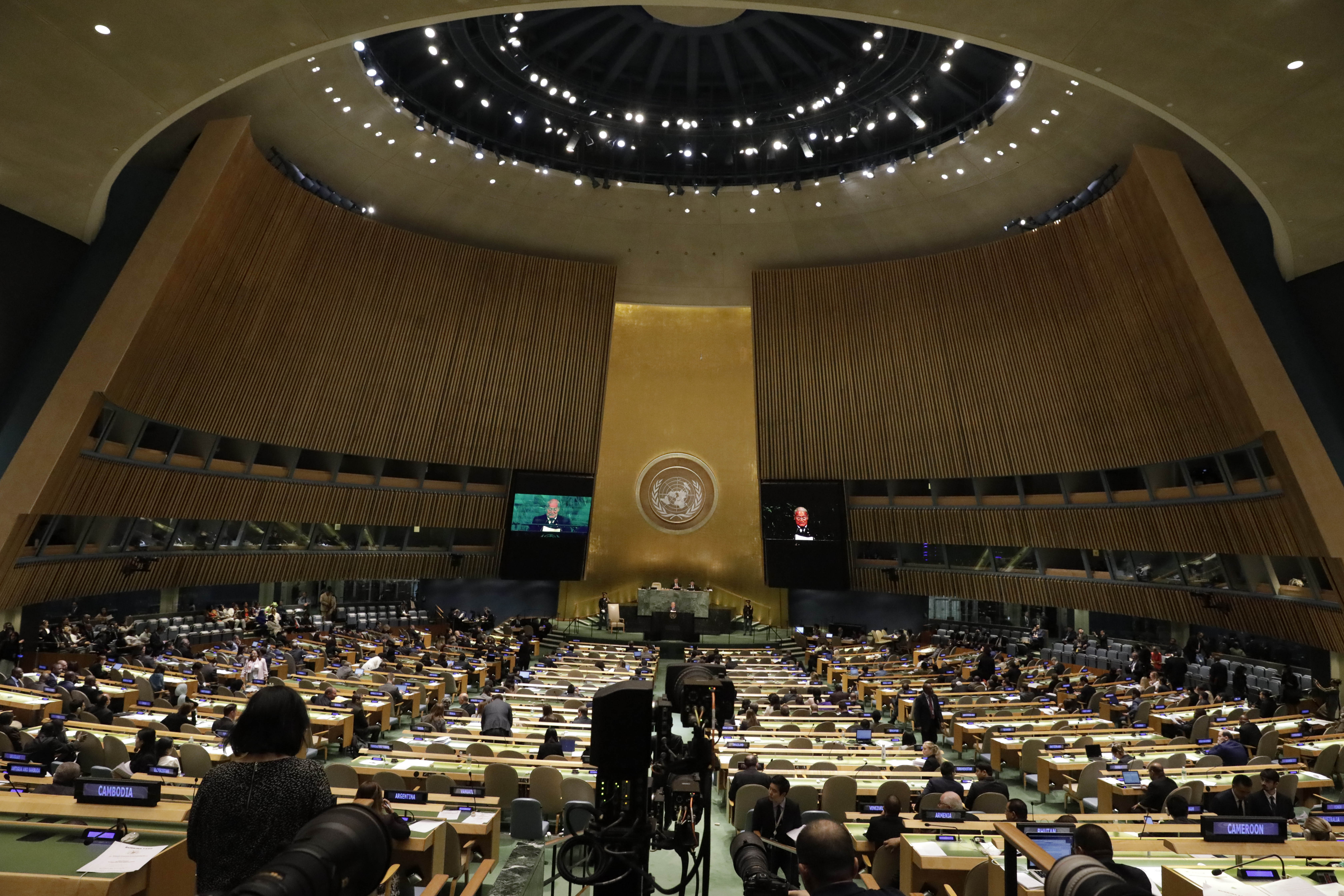
72-я сессия Генеральной Ассамблеи ООН

За (128): Австрия, Азербайджан, Албания, Алжир, Андорра, Ангола, Армения, Афганистан, Бангладеш, Барбадос, Бахрейн, Беларусь, Бельгия, Белиз, Болгария, Боливия, Ботсвана, Бразилия, Бруней, Буркина-Фасо, Бурунди, Венесуэла, Вьетнам, Габон, Гайана, Гамбия, Гана, Гвинея, Германия, Греция, Гренада, Дания, Джибути, Доминика, Египет, Зимбабве, Индия, Индонезия, Иордания, Иран, Ирак, Ирландия, Исландия, Испания, Италия, Йемен, Кабо-Верде, Камбоджа, Казахстан, Катар, Кипр, Китай, Коморские Острова, Республика Конго, Коста-Рика, КНДР, Кот-д’Ивуар, Куба, Кувейт, Киргизия, Лаос, Ливан, Либерия, Ливия, Лихтенштейн, Литва, Люксембург, Мавритания, Маврикий, Мадагаскар, Македония, Малайзия, Мали, Мальдивские Острова, Мальта, Марокко, Мозамбик, Монако, Намибия, Непал, Нидерланды, Никарагуа, Нигер, Нигерия, Новая Зеландия, Норвегия, ОАЭ, Оман, Пакистан, Папуа-Новая Гвинея, Перу, Португалия, Республика Корея, Россия, Саудовская Аравия, Сейшельские Острова, Сент-Винсент и Гренадины, Сенегал, Сербия, Сингапур, Сирия, Словакия, Словения, Соединённое Королевство, Сомали, Судан, Суринам, Таджикистан, Таиланд, Танзания, Тунис, Турция, Узбекистан, Уругвай, Чад, Чили, Финляндия, Франция, Швейцария, Швеция, Шри-Ланка, Эквадор, Эритрея, Эстония, Эфиопия, ЮАР, Япония.
Против (9): Гватемала, Гондурас, Израиль, Маршалловы Острова, Микронезия, Науру, Палау, США, Того.
Воздержались (35): Антигуа и Барбуда, Аргентина, Австралия, Багамские Острова, Бенин, Бутан, Босния и Герцеговина, Вануату, Венгрия, Гаити, Камерун, Канада, Кирибати, Колумбия, Латвия, Лесото, Малави, Мексика, Панама, Парагвай, Польша, Румыния, Руанда, Соломоновы Острова, Тринидад и Тобаго, Тувалу, Уганда, Фиджи, Филиппины, Хорватия, Чешская Республика, Экваториальная Гвинея, Южный Судан, Ямайка.
Не присутствовали (21): Восточный Тимор, Грузия, Гвинея-Бисау, Демократическая Республика Конго, Замбия, Кения, Молдавия, Монголия, Мьянма, Сальвадор, Самоа, Сан-Марино, Сан-Томе и Принсипи, Свазиленд, Сент-Китс и Невис, Сент-Люсия, Сьерра-Леоне, Тонга, Туркменистан, Украина, Центральноафриканская Республика.

## Реакция
Решение США вызвало негативную реакцию со стороны многих государств мира, в первую очередь мусульманских стран, где начались протесты. В самой Палестине прошли беспорядки, в которых пострадали сотни человек. Движение ХАМАС объявило о начале третьей интифады.
 Премьер-министр Израиля Биньямин Нетаньяху ещё до голосования сообщил, что «Иерусалим является столицей Израиля, вне зависимости от того, признаёт его таковым ООН или нет. Понадобилось 70 лет, чтобы США признали это официально, и потребуются ещё годы, чтобы и ООН это признала. Отношение к Израилю со стороны многих стран мира изменяется вне стен ООН, которая является домом лжи». Израиль не приемлет решение Генеральной Ассамблеи ООН по Иерусалиму, однако с удовлетворением отмечает, что многие страны поддержали Еврейское государство, сообщили в канцелярии премьер-министра.
 Палестинская администрация приветствовала резолюцию, заявил представитель президента Палестины Набиль Абу-Рудейна. «Эта резолюция вновь подчеркивает позицию международного сообщества на стороне палестинского права, и все угрозы и вымогательство не смогли изменить её и допустить противоречие международному праву». Он отметил, что в этой резолюции «вновь подтверждается, что справедливое палестинское дело пользуется поддержкой международной легитимности, и никакие решения, принятые какой-либо стороной, не могут изменить реальность», а также «что Иерусалим является оккупированной территорией в соответствии с международным правом». Глава Палестины Махмуд Аббас заявил, что своим решением США лишили себя права играть какую бы то ни было роль в мирном урегулировании в регионе: «Они продемонстрировали, что абсолютно пристрастны и симпатизируют Израилю».
 США считают оскорблением резолюцию Совета Безопасности ООН по статусу Иерусалима и его поддержку со стороны всех его членов, заявила постпред Никки Хейли. «Это оскорбление, и оно не будет забыто. Это ещё один пример того, как ООН делает больше вреда, чем добра относительно израильско-палестинского конфликта», «За простое решение о том, где размещать свое посольство, США были вынуждены защищать свой суверенитет. История покажет, что мы это с гордостью сделали». Также она заявила, что США в любом случае откроют посольство в Иерусалиме, несмотря ни на какие решения ООН.
 Президент Турции Реджеп Тайип Эрдоган высоко оценил решение Генеральной Ассамблеи ООН по вопросу статуса Иерусалима. В ответ на попытки США запугать страны-члены ООН Эрдоган отметил, что «пусть будет известно, что демократия это не восприятие, система или режим, в которых можно купить расположение». "Трамп провозгласил Иерусалим столицей Израиля, с сионистским пониманием и логикой: «Я сделал это, и точка». Те, кто предпринял этот шаг, несмотря на решения ООН, действуют по принципу: «Мы вас не признаём». Эрдоган также сказал о желании Анкары открыть свое посольство в Палестине в Восточном Иерусалиме.
Глава МИД Турции Мевлют Чавушоглу заявил, «что США, которые остались в одиночестве, обратились к методу угроз. Они говорят: „Мы проследим, кто и как голосовал, доложим президенту, запишем названия стран“. Что вы будете делать, записав их? Тоже оккупируете эти страны или будете их наказывать? Эпоха изменилась. Ни одна уважающая себя страна не поддастся подобному давлению. Каждый будет принимать решение в соответствии со своей совестью. США нужно отказаться от этих методов»..
 Король Саудовской Аравии Салман ибн Абдул-Азиз Аль Сауд призвал к возвращению палестинцам их законных прав, в том числе права на создание независимого государства со столицей в Восточном Иерусалиме. Король осудил решение президента США объявить Иерусалим столицей Израиля и перенести туда посольство из Тель-Авива и назвал его «серьезным попранием прав палестинского народа».
 МИД Сирии отметил, что подобное решение «как звонкая пощёчина от международного сообщества политике США», а занятая международным сообществом позиция на стороне палестинского народа в Иерусалиме, решение отметило границы американского влияния. «Свободомыслие в мире не продаётся за доллары и не поддаётся угрозам — это должно послужить причиной для администрации США, для исправления своей неверной политики».
 Лига арабских государств приветствует итоги голосования Генеральной Ассамблеи ООН, заявил генеральный секретарь ЛАГ Ахмед Абуль Гейт. «Голосование вновь показывает полное международное единодушие в поддержку прав палестинцев и вносит вклад в закреплении этого права на законодательном и нравственном уровне. К сожалению, голосование выявляет изоляцию, в которую США сами себя поставили без понятной на то причины». Страны ЛАГ потребовали от США отменить решение по Иерусалиму и вместе с международным сообществом принудить Израиль выполнить резолюции ООН, прекратить незаконную оккупацию всех занятых с 4 июня 1967 года палестинских и арабских территорий.
 Министр иностранных дел Китая Ван И сказал, что вопрос о создании Палестинского государства, который остаётся нерешённым десятилетиями, является исторической трагедией, которая не может дальше продолжаться. «Уже прошло 70 лет с тех пор, как ООН принял решение по этому вопросу, однако мечта Палестины о создании своего государства так и не осуществилась. Мы выступаем за создание независимого суверенного Палестинского государства в рамках определённых в 1967 году границ и со столицей в Восточном Иерусалиме».
 Министр иностранных дел Ирана Джавад Зариф заявил, что США не смогли запугать Генеральную Ассамблею ООН, принявшую резолюцию по статусу Иерусалима. «Громкое и глобальное „нет“ в ответ на бандитское запугивание со стороны режима Трампа в ООН».
 Глава МИД РФ Сергей Лавров сказал, что Россия встревожена ситуацией вокруг Иерусалима и будет делать всё возможное, чтобы вернуть её в конструктивное русло, которое будет способствовать началу переговоров и сделает так, чтобы никто не прибегал к односторонним шагам перед решающим окончательным урегулированием".
Президент РФ Владимир Путин сказал, что соглашение о статусе Иерусалима должно быть предметом прямых переговоров Палестины и Израиля, и должно строиться исключительно на ранее принятых решениях в рамках ООН. Решение президента США признать Иерусалим столицей Израиля «не помогает урегулированию ситуации на Ближнем Востоке, а, наоборот, дестабилизирует и без того сложную обстановку в регионе, по сути, может перечеркнуть перспективы палестино-израильского мирного процесса».
 Правящая партия ЮАР Африканский национальный конгресс постановила понизить статус своего израильского посольства в Тель-Авиве до «офиса связи», чтобы выразить поддержку притеснённому народу Палестины; это даст «четкий сигнал Израилю, что приходится расплачиваться за нарушения прав человека и международного права».
 Организация исламского сотрудничества на чрезвычайном саммите в Стамбуле объявила Восточный Иерусалим столицей Палестины, а также отметила, что США потеряли статус посредника в урегулировании ближневосточного конфликта. Также организация призвала все страны признать «государство Палестина и Восточный Иерусалим как его оккупированную столицу». ОИС призвала Вашингтон отменить решение о признании Иерусалима столицей Израиля, предупреждая, что в противном случае ответственность за все последствия ляжет на Соединённые Штаты. Все 57 государств, входящих в ОИС, проголосовали за резолюцию.
 Лидеры стран-членов Евросоюза заявили, что их позиция по Иерусалиму не изменилась. «ЕС напоминает о решительной поддержке принципа существования двух государств и в этом контексте позиция ЕС по Иерусалиму остаётся неизменной». Глава дипломатии ЕС Федерика Могерини призвала Израиль не ждать переноса посольств стран ЕС в Иерусалим.
 Президент Гватемалы Джимми Моралес 25 декабря объявил о предстоящем переносе посольства из Тель-Авива в Иерусалим.